# FC 디나모 바투미

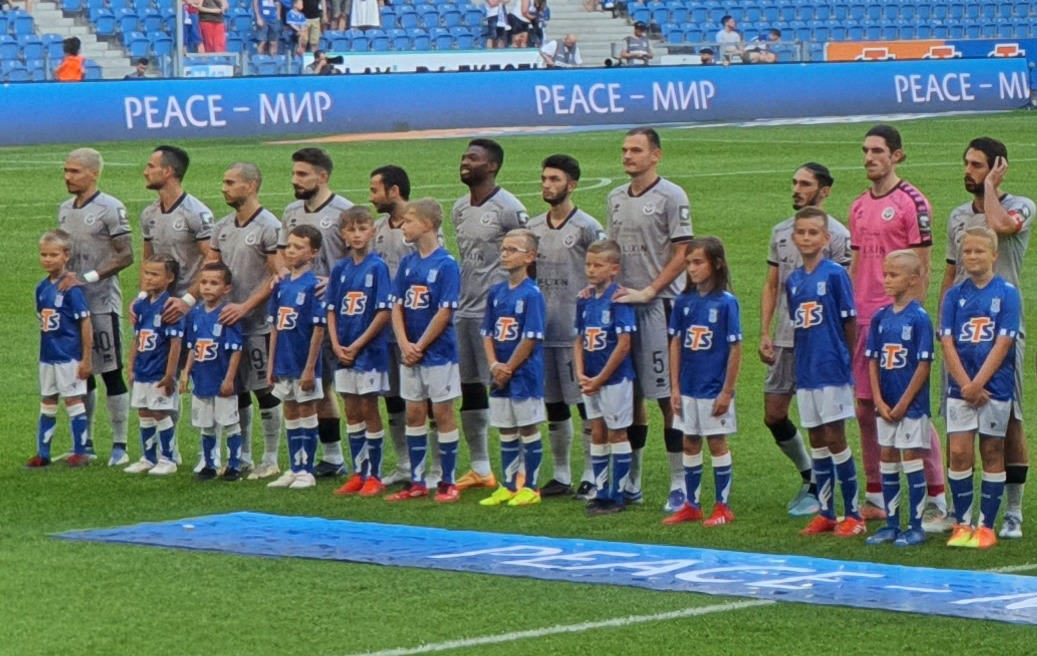

FC 디나모 바투미(조지아어: საფეხბურთო კლუბი ჩიხურა საჩხერე, 영어: FC Dinamo Batumi)는 바투미를 연고로 하는 조지아의 축구 클럽이다. 현재는 에로브눌리리가에 참가하고 있다.

## 성적
- 에로브눌리리가 준우승 4회 (1997-98, 2014-15, 2019, 2020)
- 조지아 컵 우승 1회 (1997-98), 준우승 4회 (1992-93, 1994-95, 1995-96, 1996-97)
- 조지아 슈퍼컵 우승 1회 (1998), 준우승 2회 (1996, 1997)

## 선수 명단

### 현역
참고: FIFA 자격 규정에 따라 소속된 국가대표팀 국기를 표시합니다. 선수는 복수의 FIFA 비회원국 국적을 가지고 있을 수 있습니다.
| 번호 | 포지션 | 국적         | 이름                  |
| ---- | ------ | ------------ | --------------------- |
| 8    | MF     | 코트디부아르 | 모하메드 포파나       |
| 9    | FW     |              | 지티스 파울라우스카스 |

| 번호 | 포지션 | 국적       | 이름            |
| ---- | ------ | ---------- | --------------- |
| 21   | DF     | 우크라이나 | 키릴로 멜리첸코 |
| 23   | DF     | 조지아     | 마무카 코바치제 |
| 29   | MF     | 튀니지     | 가이스 와하비   |

### 역대
틀:FC 디나모 바투미
틀:FC 디나모 바투미 감독